# Primetime Emmy Award de la meilleure actrice dans une série télévisée comique
Pour les articles homonymes, voir Emmy de la meilleure actrice.

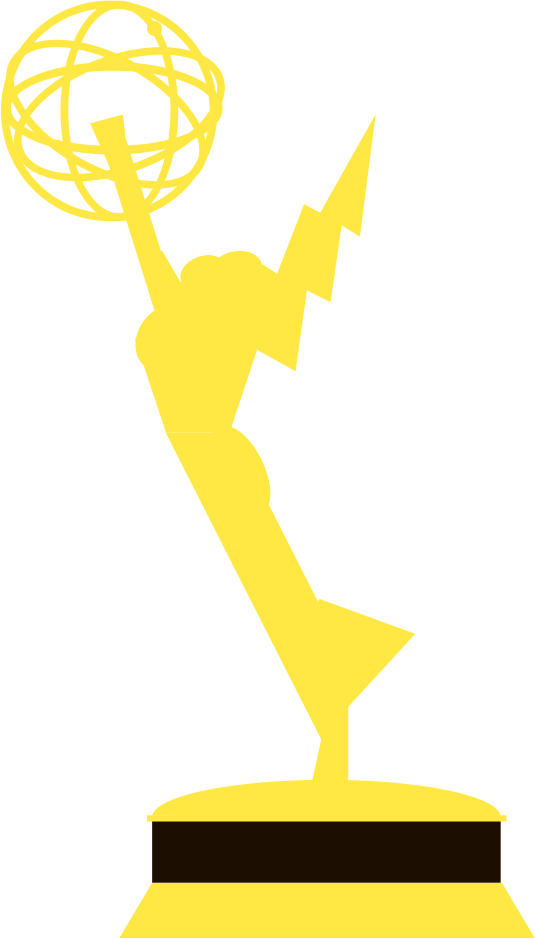
Une version simplifiee inspirée de la statuette des Emmy awards.

Le Primetime Emmy Award de la meilleure actrice dans une série comique (Primetime Emmy Award for Outstanding Lead Actress in a Comedy Series) est une récompense de télévision remise depuis 1953 au cours de la cérémonie annuelle des Primetime Emmy Awards.

## Historique
En 1952, la catégorie regroupait les meilleurs acteurs et actrices comiques sous l'intitulé « Meilleur comédien ou comédienne » (Best Comedian or Comedienne) avant de se scinder en deux. En 1954 et 1955, elle a été renommée « Meilleure actrice jouant dans une série régulière » (Best Actress Starring in a Regular Serie), puis « Meilleure performance continue d'une comédienne dans une série » (Best Continuing Performance by a Comedienne in a Series) en 1957, et « Meilleure actrice dans un rôle principal dans une série comique » (Best Actress in a Leading Role in a Comedy Series) en 1959.
De 1960 à 1964, une seule catégorie regroupait les séries comiques et dramatiques, sous le nom de « Meilleure performance d'actrice dans une série » (Outstanding Performance by an Actress in a Series), et en 1966, la division entre les deux fut à nouveau effective : « Meilleure performance continue d'une actrice dans un rôle principal dans une série comique » (Outstanding Continued Performance by an Actress in a Leading Role in a Comedy Series), et ce jusqu'en 1974, où le nom changea à nouveau en « Meilleure actrice dans un rôle principal dans une série comique » (Best Lead Actress in a Comedy Series).
La catégorie n'a reçu son intitulé actuel « Meilleure actrice dans une série comique » (Outstanding Lead Actress in a Comedy Series) qu'en 1975, après un dernier changement peu perceptible en français (Best Lead Actress en Outstanding Lead Actress, littéralement « Meilleure actrice » et « Actrice remarquable »).

## Palmarès
Note : L'année indiquée est celle de la cérémonie. Les lauréates sont indiquées en tête de chaque catégorie et en caractères gras.

### Années 1950
- 1953 : Lucille Ball pour le rôle de Lucy Ricardo dans I Love Lucy
- 1954 : Eve Arden pour son rôle dans Our Miss Brooks
- 1955 : Loretta Young pour son rôle dans The Loretta Young Show
- 1956 : Nanette Fabray pour son rôle dans Caesar's Hour
- 1957 : Nanette Fabray pour son rôle dans Caesar's Hour
- 1958 :  Ann B. Davis pour The Bob Cummings Show
- 1959 : Jane Wyatt pour le rôle de Margaret Anderson dans Papa a raison (Father Knows Best)

### Années 1960
- 1960 : Jane Wyatt pour le rôle de Margaret Anderson dans Papa a raison
- 1961 : Barbara Stanwyck pour le rôle de Josephine Little dans The Barbara Stanwyck Show (en)
- 1962 : Shirley Booth pour le rôle de Hazel Burke dans Adèle
- 1963 : Shirley Booth pour le rôle de Hazel Burke dans Adèle
- 1964 : Mary Tyler Moore pour le rôle de Laura Petrie dans The Dick Van Dyke Show
- 1965 : aucune récompense
- 1966 : Mary Tyler Moore pour le rôle de Laura Petrie dans The Dick Van Dyke Show
- 1967 : Lucille Ball pour le rôle de Lucy Carmichael dans L'Extravagante Lucy (The Lucy Show)
- 1968 : Lucille Ball pour le rôle de Lucy Carmichael dans L'Extravagante Lucy (The Lucy Show)
- 1969 : Hope Lange pour le rôle de Carolyn Muir dans Madame et son fantôme (The Ghost and Mrs. Muir)

### Années 1970
- 1970 : Hope Lange pour le rôle de Carolyn Muir dans Madame et son fantôme (The Ghost and Mrs. Muir)
- 1971 : Jean Stapleton pour le rôle d'Edith Bunker dans All in the Family
- 1972 : Jean Stapleton pour le rôle d'Edith Bunker dans All in the Family
- 1973 : Mary Tyler Moore pour le rôle de Mary Richards dans The Mary Tyler Moore Show
- 1974 : Mary Tyler Moore pour le rôle de Mary Richards dans The Mary Tyler Moore Show
- 1975 : Valerie Harper pour le rôle de Rhoda Morganstern dans Rhoda
- 1976 : Mary Tyler Moore pour le rôle de Mary Richards dans The Mary Tyler Moore Show
- 1977 : Beatrice Arthur pour le rôle de Maude Findlay dans Maude
- 1978 : Jean Stapleton pour le rôle d'Edith Bunker dans All in the Family
- 1979 : Ruth Gordon pour le rôle de Dee Wilcox dans Taxi

### Années 1980
- 1980 : Cathryn Damon pour le rôle de Mary Campbell dans Soap
  - Sheree North pour le rôle de Dotty Wertz dans Archie Bunker's Place
  - Polly Holliday pour le rôle de Flo Castleberry dans Flo
  - Katherine Helmond pour le rôle de Jessica Tate dans Soap
  - Isabel Sanford pour le rôle de Louise "Weezy" Jefferson dans The Jeffersons
- 1981 : Isabel Sanford pour le rôle de Louise "Weezy" Jefferson dans The Jeffersons
  - Eileen Brennan pour le rôle de Mrs. McKenzie dans Taxi
  - Cathryn Damon pour le rôle de Mary Campbell dans Soap
  - Katherine Helmond pour le rôle de Jessica Tate dans Soap
  - Lynn Redgrave pour le rôle d'Ann Atkinson dans House Calls
- 1982 : Carol Kane pour le rôle de Simka Dahblitz dans Taxi
  - Nell Carter pour le rôle de Nellie Harper dans Allô Nelly bobo (Gimme a Break!)
  - Bonnie Franklin pour le rôle d'Ann Romano dans Au fil des jours (One Day at a Time)
  - Swoosie Kurtz pour le rôle de Laurie Morgan dans Love, Sidney
  - Charlotte Rae pour le rôle de Mrs. Edna Garrett dans Drôle de vie (The Facts of Life)
  - Isabel Sanford pour le rôle de Louise "Weezy" Jefferson dans The Jeffersons
- 1983 : Shelley Long pour le rôle de Diane Chambers dans Cheers
  - Nell Carter pour le rôle de Nellie Harper dans Allô Nelly bobo (Gimme a Break!)
  - Mariette Hartley pour le rôle de Jennifer Barnes dans Goodnight, Beantown
  - Swoosie Kurtz pour le rôle de Laurie Morgan dans Love, Sidney
  - Rita Moreno pour le rôle de Violet Newstead dans 9 to 5
  - Isabel Sanford pour le rôle de Louise "Weezy" Jefferson dans The Jeffersons
- 1984 : Jane Curtin pour le rôle d'Allie Lowell dans Aline et Cathy (Kate & Allie)
  - Joanna Cassidy pour le rôle de Jo Jo White dans Buffalo Bill
  - Shelley Long pour le rôle de Diane Chambers dans Cheers
  - Susan Saint James pour le rôle de Kate McArdle dans Aline et Cathy (Kate & Allie)
  - Isabel Sanford pour le rôle de Louise "Weezy" Jefferson dans The Jeffersons
- 1985 : Jane Curtin pour le rôle d'Allie Lowell dans Aline et Cathy (Kate & Allie)
  - Shelley Long pour le rôle de Diane Chambers dans Cheers
  - Phylicia Rashād pour le rôle de Clair Huxtable dans Cosby Show (The Cosby Show)
  - Susan Saint James pour le rôle de Kate McArdle dans Aline et Cathy (Kate & Allie)
  - Isabel Sanford pour le rôle de Louise "Weezy" Jefferson dans The Jeffersons
- 1986 : Betty White pour le rôle de Rose Nylund dans Les Craquantes (The Golden Girls)
  - Beatrice Arthur pour le rôle de Dorothy Zbornak dans Les Craquantes (The Golden Girls)
  - Shelley Long pour le rôle de Diane Chambers dans Cheers
  - Rue McClanahan pour le rôle de Blanche Deveraux dans Les Craquantes (The Golden Girls)
  - Phylicia Rashād pour le rôle de Clair Huxtable dans Cosby Show (The Cosby Show)
- 1987 : Rue McClanahan pour le rôle de Blanche Deveraux dans Les Craquantes (The Golden Girls)
  - Beatrice Arthur pour le rôle de Dorothy Zbornak dans Les Craquantes (The Golden Girls)
  - Blair Brown pour le rôle de Molly Bickford Dodd dans The Days and Nights of Molly Dodd
  - Jane Curtin pour le rôle d'Allie Lowell dans Aline et Cathy (Kate & Allie)
  - Betty White pour le rôle de Rose Nylund dans Les Craquantes (The Golden Girls)
- 1988 : Beatrice Arthur pour le rôle de Dorothy Zbornak dans Les Craquantes (The Golden Girls)
  - Kirstie Alley pour le rôle de Rebecca Howe dans Cheers
  - Jane Curtin pour le rôle d'Allie Lowell dans Aline et Cathy (Kate & Allie)
  - Blair Brown pour le rôle de Molly Bickford Dodd dans The Days and Nights of Molly Dodd
  - Rue McClanahan pour le rôle de Blanche Deveraux dans Les Craquantes (The Golden Girls)
  - Betty White pour le rôle de Rose Nylund dans Les Craquantes (The Golden Girls)
- 1989 : Candice Bergen pour le rôle de Murphy Brown dans Murphy Brown
  - Beatrice Arthur pour le rôle de Dorothy Zbornak dans Les Craquantes (The Golden Girls)
  - Blair Brown pour le rôle de Molly Bickford Dodd dans The Days and Nights of Molly Dodd
  - Rue McClanahan pour le rôle de Blanche Deveraux dans Les Craquantes (The Golden Girls)
  - Betty White pour le rôle de Rose Nylund dans Les Craquantes (The Golden Girls)

### Années 1990
- 1990 : Candice Bergen pour le rôle de Murphy Brown dans Murphy Brown
  - Kirstie Alley pour le rôle de Rebecca Howe dans Cheers
  - Blair Brown pour le rôle de Molly Bickford Dodd dans The Days and Nights of Molly Dodd
  - Delta Burke pour le rôle de Suzanne Sugarbaker dans Femmes d'affaires et Dames de cœur (Designing Women)
  - Betty White pour le rôle de Rose Nylund dans Les Craquantes (The Golden Girls)
- 1991 : Kirstie Alley pour le rôle de Rebecca Howe dans Cheers
  - Candice Bergen pour le rôle de Murphy Brown dans Murphy Brown
  - Blair Brown pour le rôle de Molly Bickford Dodd dans The Days and Nights of Molly Dodd
  - Delta Burke pour le rôle de Suzanne Sugarbaker dans Femmes d'affaires et Dames de cœur (Designing Women)
  - Betty White pour le rôle de Rose Nylund dans Les Craquantes (The Golden Girls)
- 1992 : Candice Bergen pour le rôle de Murphy Brown dans Murphy Brown
  - Kirstie Alley pour le rôle de Rebecca Howe dans Cheers
  - Tyne Daly pour le rôle de Mimsy Borogroves dans Wings
  - Roseanne Barr pour le rôle de Roseanne Conner dans Roseanne
  - Marion Ross pour le rôle de Sophie Berger dans Pont de Brooklyn (Brooklyn Bridge)
  - Betty White pour le rôle de Rose Nylund dans Les Craquantes (The Golden Girls)
- 1993 : Roseanne Barr pour le rôle de Roseanne Conner dans Roseanne
  - Kirstie Alley  pour le rôle de Rebecca Howe dans Cheers
  - Candice Bergen pour le rôle de Murphy Brown dans Murphy Brown
  - Helen Hunt pour le rôle de Jamie Buchman dans Dingue de toi (Mad About You)
  - Marion Ross pour le rôle de Sophie Berger dans Pont de Brooklyn (Brooklyn Bridge)
- 1994 : Candice Bergen pour le rôle de Murphy Brown dans Murphy Brown
  - Helen Hunt pour le rôle de Jamie Buchman dans Dingue de toi (Mad About You)
  - Annie Potts pour le rôle de Dana Palladino dans New York Café (Love & War)
  - Patricia Richardson pour le rôle de Jill Taylor dans Papa bricole (Home Improvement)
  - Roseanne Barr pour le rôle de Roseanne Conner dans Roseanne
- 1995 : Candice Bergen pour le rôle de Murphy Brown dans Murphy Brown
  - Ellen DeGeneres pour le rôle d'Ellen Morgan dans Ellen
  - Helen Hunt pour le rôle de Jamie Buchman dans Dingue de toi (Mad About You)
  - Roseanne Barr pour le rôle de Roseanne Conner dans Roseanne
  - Cybill Shepherd pour le rôle de Cybill Sheridan dans Cybill
- 1996 : Helen Hunt pour le rôle de Jamie Buchman dans Dingue de toi (Mad About You)
  - Ellen DeGeneres pour le rôle d'Ellen Morgan dans Ellen
  - Fran Drescher pour le rôle de Fran Fine dans Une nounou d'enfer (The Nanny)
  - Patricia Richardson pour le rôle de Jill Taylor dans Papa bricole (Home Improvement)
  - Cybill Shepherd pour le rôle de Cybill Sheridan dans Cybill
- 1997 : Helen Hunt pour le rôle de Jamie Buchman dans Dingue de toi (Mad About You)
  - Ellen DeGeneres pour le rôle d'Ellen Morgan dans Ellen
  - Fran Drescher pour le rôle de Fran Fine dans Une nounou d'enfer (The Nanny)
  - Patricia Richardson pour le rôle de Jill Taylor dans Papa bricole (Home Improvement)
  - Cybill Shepherd pour le rôle de Cybill Sheridan dans Cybill
- 1998 : Helen Hunt pour le rôle de Jamie Buchman dans Dingue de toi (Mad About You)
  - Kirstie Alley pour le rôle de Veronica "Ronnie" Chase dans Les Dessous de Veronica (Veronica's Closet)
  - Ellen DeGeneres pour le rôle d'Ellen Morgan dans Ellen
  - Jenna Elfman pour le rôle de Dharma Montgomery dans Dharma et Greg (Dharma & Greg)
  - Calista Flockhart pour le rôle d'Ally McBeal dans Ally McBeal
  - Patricia Richardson pour le rôle de Jill Taylor dans Papa bricole (Home Improvement)
- 1999 : Helen Hunt pour le rôle de Jamie Buchman dans Dingue de toi (Mad About You)
  - Jenna Elfman pour le rôle de Dharma Montgomery dans Dharma et Greg (Dharma & Greg)
  - Calista Flockhart pour le rôle d'Ally McBeal dans Ally McBeal
  - Patricia Heaton pour le rôle de Debra Barone dans Tout le monde aime Raymond (Everybody Loves Raymond)
  - Sarah Jessica Parker pour le rôle de Carrie Bradshaw dans Sex and the City

### Années 2000
- 2000 : Patricia Heaton pour le rôle de Debra Barone dans Tout le monde aime Raymond (Everybody Loves Raymond)
  - Jenna Elfman pour le rôle de dans Dharma et Greg
  - Sarah Jessica Parker pour le rôle de Carrie Bradshaw dans Sex and the City
  - Jane Kaczmarek pour le rôle de Lois dans Malcolm (Malcolm in the Middle)
  - Debra Messing pour le rôle de Grace Adler dans Will et Grace (Will & Grace)
- 2001 : Patricia Heaton pour le rôle de Debra Barone dans Tout le monde aime Raymond (Everybody Loves Raymond)
  - Calista Flockhart pour le rôle d'Ally McBeal dans Ally McBeal
  - Sarah Jessica Parker pour le rôle de Carrie Bradshaw dans Sex and the City
  - Jane Kaczmarek pour le rôle de Lois dans Malcolm (Malcolm in the Middle)
  - Debra Messing pour le rôle de Grace Adler dans Will et Grace (Will & Grace)
- 2002 : Jennifer Aniston pour le rôle de Rachel Green dans Friends
  - Patricia Heaton pour le rôle de Debra Barone dans Tout le monde aime Raymond (Everybody Loves Raymond)
  - Sarah Jessica Parker pour le rôle de Carrie Bradshaw dans Sex and the City
  - Jane Kaczmarek pour le rôle de Lois dans Malcolm (Malcolm in the Middle)
  - Debra Messing pour le rôle de Grace Adler dans Will et Grace (Will & Grace)
- 2003 : Debra Messing pour le rôle de Grace Adler dans Will et Grace (Will & Grace)
  - Jennifer Aniston pour le rôle de Rachel Green dans Friends
  - Patricia Heaton pour le rôle de Debra Barone dans Tout le monde aime Raymond (Everybody Loves Raymond)
  - Sarah Jessica Parker pour le rôle de Carrie Bradshaw dans Sex and the City
  - Jane Kaczmarek pour le rôle de Lois dans Malcolm (Malcolm in the Middle)
- 2004 :  Sarah Jessica Parker pour le rôle de Carrie Bradshaw dans Sex and the City
  - Jennifer Aniston pour le rôle de Rachel Green dans Friends
  - Patricia Heaton pour le rôle de Debra Barone dans Tout le monde aime Raymond (Everybody Loves Raymond)
  - Bonnie Hunt pour le rôle de Bonnie Malloy dans Life with Bonnie
  - Jane Kaczmarek pour le rôle de Lois dans Malcolm (Malcolm in the Middle)
- 2005 : Felicity Huffman pour le rôle de Lynette Scavo dans Desperate Housewives
  - Marcia Cross pour le rôle de Bree Van de Kamp dans Desperate Housewives
  - Teri Hatcher pour le rôle de Susan Mayer dans Desperate Housewives
  - Patricia Heaton pour le rôle de Debra Barone dans Tout le monde aime Raymond (Everybody Loves Raymond)
  - Jane Kaczmarek pour le rôle de Lois dans Malcolm (Malcolm in the Middle)
- 2006 : Julia Louis-Dreyfus pour le rôle de Christine Campbell dans Old Christine (The New Adventures of Old Christine)
  - Stockard Channing pour le rôle de Lydia Barnes dans Out of Practice
  - Jane Kaczmarek pour le rôle de Lois dans Malcolm (Malcolm in the Middle)
  - Lisa Kudrow pour le rôle de Valerie Cherish dans Mon comeback (The Comeback)
  - Debra Messing pour le rôle de Grace Adler dans Will et Grace (Will & Grace)
- 2007 : America Ferrera pour le rôle de Betty Suarez dans Ugly Betty
  - Tina Fey pour le rôle de Liz Lemon dans 30 Rock
  - Felicity Huffman pour le rôle de Lynette Scavo dans Desperate Housewives
  - Julia Louis-Dreyfus pour le rôle de Christine Campbell dans Old Christine (The New Adventures of Old Christine)
  - Mary-Louise Parker pour le rôle de Nancy Botwin dans Weeds
- 2008 : Tina Fey pour le rôle de Liz Lemon dans 30 Rock
  - Christina Applegate pour le rôle de Samantha Newly dans Samantha qui ? (Samantha Who?)
  - Julia Louis-Dreyfus pour le rôle de Christine Campbell dans Old Christine (The New Adventures of Old Christine)
  - America Ferrera pour le rôle de Betty Suarez dans Ugly Betty
  - Mary-Louise Parker pour le rôle de Nancy Botwin dans Weeds
- 2009 : Toni Collette pour le rôle de dans United States of Tara
  - Christina Applegate pour le rôle de Samantha Newly dans Samantha qui ? (Samantha Who?)
  - Tina Fey pour le rôle de Liz Lemon dans 30 Rock
  - Julia Louis-Dreyfus pour le rôle de Christine Campbell dans Old Christine (The New Adventures of Old Christine)
  - Mary-Louise Parker pour le rôle de Nancy Botwin dans Weeds
  - Sarah Silverman pour son propre rôle dans The Sarah Silverman Program

### Années 2010
- 2010 : Edie Falco pour le rôle de Jackie Peyton dans Nurse Jackie
  - Toni Collette pour le rôle de Tara Gregson dans United States of Tara
  - Tina Fey pour le rôle de Liz Lemon dans 30 Rock
  - Julia Louis-Dreyfus pour le rôle de Christine Campbell dans Old Christine (The New Adventures of Old Christine)
  - Lea Michele pour le rôle de Rachel Berry dans Glee
  - Amy Poehler pour le rôle de Leslie Knope dans Parks and Recreation
- 2011 : Melissa McCarthy pour le rôle de Molly Flynn dans Mike and Molly
  - Edie Falco pour le rôle de Jackie Peyton dans Nurse Jackie
  - Tina Fey pour le rôle de Liz Lemon dans 30 Rock
  - Laura Linney pour le rôle de Catherine "Cathy" Jamison dans The Big C
  - Martha Plimpton pour le rôle de Virginia Chance dans Raising Hope
  - Amy Poehler pour le rôle de Leslie Knope dans Parks and Recreation
- 2012 : Julia Louis-Dreyfus pour le rôle de Selina Meyer dans Veep
  - Zooey Deschanel pour le rôle de Jessica Day dans New Girl
  - Lena Dunham pour le rôle de Hannah Horvath dans Girls
  - Edie Falco pour le rôle de Jackie Peyton dans Nurse Jackie
  - Tina Fey pour le rôle de Liz Lemon dans 30 Rock
  - Melissa McCarthy pour le rôle de Molly Flynn dans Mike and Molly
  - Amy Poehler pour le rôle de Leslie Knope dans Parks and Recreation
- 2013 : Julia Louis-Dreyfus pour le rôle de Selina Meyer dans Veep
  - Laura Dern pour le rôle d'Amy Jellicoe dans Enlightened
  - Lena Dunham pour le rôle de Hannah Horvath dans Girls
  - Edie Falco pour le rôle de Jackie Peyton dans Nurse Jackie
  - Tina Fey pour le rôle de Liz Lemon dans 30 Rock
  - Amy Poehler pour le rôle de Leslie Knope dans Parks and Recreation
- 2014 : Julia Louis-Dreyfus pour le rôle de Selina Meyer dans Veep
  - Lena Dunham pour le rôle de Hannah Horvath dans Girls
  - Edie Falco pour le rôle de Jackie Peyton dans Nurse Jackie
  - Melissa McCarthy pour le rôle de Molly Flynn dans Mike and Molly
  - Amy Poehler pour le rôle de Leslie Knope dans Parks and Recreation
  - Taylor Schilling pour le rôle de Piper Chapman dans Orange Is the New Black
- 2015 : Julia Louis-Dreyfus pour le rôle de Selina Meyer dans Veep ♕
  - Edie Falco pour le rôle de Jackie Peyton dans Nurse Jackie
  - Lisa Kudrow pour le rôle de Valerie Cherish dans The Comeback
  - Amy Poehler pour le rôle de Leslie Knope dans Parks and Recreation
  - Amy Schumer pour le rôle d'Amy dans Inside Amy Schumer
  - Lily Tomlin pour le rôle de Frankie Bergstein dans Grace et Frankie (Grace and Frankie)
- 2016: Julia Louis-Dreyfus pour le rôle de Selina Meyer dans Veep
  - Ellie Kemper pour le rôle de Kimmy Schmidt dans Unbreakable Kimmy Schmidt
  - Laurie Metcalf pour le rôle de Jenna James dans Getting On
  - Tracee Ellis Ross pour le rôle de Rainbow Johnson dans Black-ish
  - Amy Schumer pour le rôle d'Amy Schumer dans Inside Amy Schumer
  - Lily Tomlin pour le rôle de Frankie Bergstein dans Grace et Frankie (Grace and Frankie)
- 2017 : Julia Louis-Dreyfus pour le rôle de Selina Meyer dans Veep
  - Pamela Adlon pour le rôle de Sam Fox dans Better Things
  - Jane Fonda pour le rôle de Grace Hanson dans Grace et Frankie
  - Allison Janney pour le rôle de Bonnie Plunkett dans Mom
  - Ellie Kemper pour le rôle de Kimmy Schmidt dans Unbreakable Kimmy Schmidt
  - Tracee Ellis Ross pour le rôle de Rainbow Johnson dans Black-ish
  - Lily Tomlin pour le rôle de Frankie Bergstein dans Grace et Frankie (Grace and Frankie)

- 2018 : Rachel Brosnahan pour le rôle de Miriam "Midge" Maisel dans Mme Maisel, femme fabuleuse (The Marvelous Mrs. Maisel)
  - Pamela Adlon pour le rôle de Sam Fox dans Better Things
  - Allison Janney pour le rôle de Bonnie Plunkett dans Mom
  - Issa Rae pour le rôle de Issa Dee dans Insecure
  - Tracee Ellis Ross pour le rôle de Rainbow Johnson dans Black-ish
  - Lily Tomlin pour le rôle de Frankie Bergstein dans Grace et Frankie (Grace and Frankie)

- 2019 : Phoebe Waller-Bridge pour le rôle de Fleabag dans Fleabag
  - Christina Applegate pour le rôle de Jen Harding dans Dead to Me
  - Rachel Brosnahan pour le rôle de Miriam "Midge" Maisel dans Mme Maisel, femme fabuleuse
  - Julia Louis-Dreyfus pour le rôle de Selina Meyer dans Veep
  - Natasha Lyonne pour le rôle de Nadia Vulvokov dans Russian Doll
  - Catherine O'Hara pour le rôle de Moira Rose dans Schitt's Creek

### Années 2020
- 2020 : Catherine O'Hara pour le rôle de Moira Rose dans Schitt's Creek
  - Tracee Ellis Ross pour le rôle de Rainbow Johnson dans Black-ish
  - Christina Applegate pour le rôle de Jen Harding dans Dead to Me
  - Linda Cardellini pour le rôle de Judy Hale dans Dead to Me
  - Issa Rae pour le rôle d'Issa dans Insecure
  - Rachel Brosnahan pour le rôle de Miriam 'Midge' Maisel dans Mme Maisel, femme fabuleuse

- 2021 : Jean Smart pour le rôle de Deborah Vance dans Hacks
  - Tracee Ellis Ross pour le rôle de Rainbow Johnson dans Black-ish
  - Allison Janney pour le rôle de Bonnie Plunkett dans Mom
  - Aidy Bryant pour le rôle d'Annie Easton dans Shrill
  - Kaley Cuoco pour le rôle de Cassie Bowden dans The Flight Attendant

- 2022 : Jean Smart pour le rôle de Deborah Vance dans Hacks
  - Rachel Brosnahan pour le rôle de Miriam 'Midge' Maisel dans Mme Maisel, femme fabuleuse
  - Quinta Brunson pour le rôle de Janine Taegues dans Abbott Elementary
  - Kaley Cuoco pour le rôle de Cassie Bowden dans The Flight Attendant
  - Elle Fanning pour le rôle de Catherine II dans The Great
  - Issa Rae pour le rôle de Issa Dee dans Insecure

- 2023 : Quinta Brunson pour le rôle de Janine Teagues dans Abbott Elementary
  - Christina Applegate pour le rôle de Jen Harding dans Dead to Me
  - Rachel Brosnahan pour le rôle de Miriam Maisel dans La Fabuleuse Madame Maisel
  - Natasha Lyonne pour le rôle de Charlie Cale dans Poker Face
  - Jenna Ortega pour le rôle de Mercredi Addams dans Mercredi

- 2024 : Jean Smart – Hacks
  - Quinta Brunson – Abbott Elementary
  - Ayo Edebiri – The Bear
  - Selena Gomez – Only Murders in the Building
  - Maya Rudolph – Loot
  - Kristen Wiig – Palm Royale

## Statistiques

### Nominations multiples
11 : Julia Louis-Dreyfus
10 : Mary Tyler Moore
9 : Beatrice Arthur
8 : Lucille Ball, Jean Stapleton
7 : Candice Bergen, Tina Fey, Patricia Heaton, Helen Hunt, Jane Kaczmarek, Isabel Sanford, Betty White
6 : Kirstie Alley, Edie Falco, Sarah Jessica Parker? Amy Poehler
5 : Blair Brown, Debra Messing, Elizabeth Montgomery
4 : Gracie Allen, Christina Applegate, Eve Arden, Roseanne Barr, Ellen DeGeneres, Valerie Harper, Katherine Helmond, Shelley Long, Rue McClanahan, Donna Reed, Patricia Richardson, Tracee Ellis Ross, Ann Sothern, Marlo Thomas, Lily Tomlin, Loretta Young
3 : Jennifer Aniston, Shirley Booth, Rachel Brosnahan, Jane Curtin, Cathryn Damon, Lena Dunham, Jenna Elfman, Calista Flockhart, Melissa McCarthy, Mary-Louise Parker, Cybill Shepherd, Jane Wyatt
2 : Pamela Adlon, Delta Burke, Spring Byington, Nell Carter, Toni Collette, Fran Drescher, Barbara Feldon, America Ferrera, Felicity Huffman, Allison Janney, Ellie Kemper, Lisa Kudrow, Swoosie Kurtz, Hope Lange, Catherine O'Hara, Suzanne Pleshette, Issa Rae, Phylicia Rashād, Marion Ross, Irene Ryan, Susan Saint James, Amy Schumer

### Récompenses multiples
7 : Julia Louis-Dreyfus
5 : Candice Bergen, Mary Tyler Moore
4 : Helen Hunt
3 : Lucille Ball, Jean Stapleton
2 : Beatrice Arthur, Shirley Booth, Jane Curtin, Patricia Heaton, Jane Wyatt, Betty White, Loretta Young, Jean Smart